# Valentina Monetta
Valentina Monetta (ur. 1 marca 1975 w San Marino) – sanmaryńska piosenkarka.
Czterokrotna reprezentantka San Marino w Konkursie Piosenki Eurowizji (2012, 2013, 2014, 2017).

## Młodość
Urodziła się i wychowała w San Marino. Jest drugim dzieckiem Sanmarynki i Włocha.
Ukończyła naukę w Giovanni da Rimini w Rimini, gdzie uczyła się śpiewania i gry na fortepianie.

## Kariera muzyczna
Rozpoczęła karierę muzyczną w 1995, dołączając do grupy Tiberio. W 2002 wydała z nią swój pierwszy singel, „Sharp”. Rok wcześniej solowo brała udział w konkursie Popstars. W późniejszych latach była członkinią kilku innych zespołów, takich jak Parafunky, Harem-B, 2blackBluesmobile czy My Funky Valentine.
W 2007 wydała debiutancki, solowy singel „Vai”. W 2008 z piosenką „Se non ci sei tu” zgłosiła się do wewnętrznych selekcji eurowizyjnych, jednak nie została wybrana na reprezentantkę kraju w 53. Konkursie Piosenki Eurowizji. W połowie września 2011 wydała debiutancki minialbum, zatytułowany Il mio gioco preferito.
W marcu 2012 została ogłoszona reprezentantką San Marino z piosenką „Facebook Uh, Oh, Oh” w 57. Konkursie Piosenki Eurowizji w Baku. Jej piosenka została zdyskwalifikowana z konkursu z powodów regulaminowych (w tekście utworu kilkukrotnie powtarzało się słowo Facebook, będące zastrzeżonym znakiem towarowym). Europejska Unia Nadawców, główny organizator konkursu, zaproponował reprezentacji zmianę utworu lub jego tekstu do 23 marca. Ostatecznie nagrała nową wersję piosenki, którą wydała pt. „The Social Network Song (Oh Oh-Uh-Oh Oh)”. 22 maja wystąpiła w pierwszym półfinale konkursu i zajęła 14. miejsce, przez co nie zakwalifikowała się do finału.

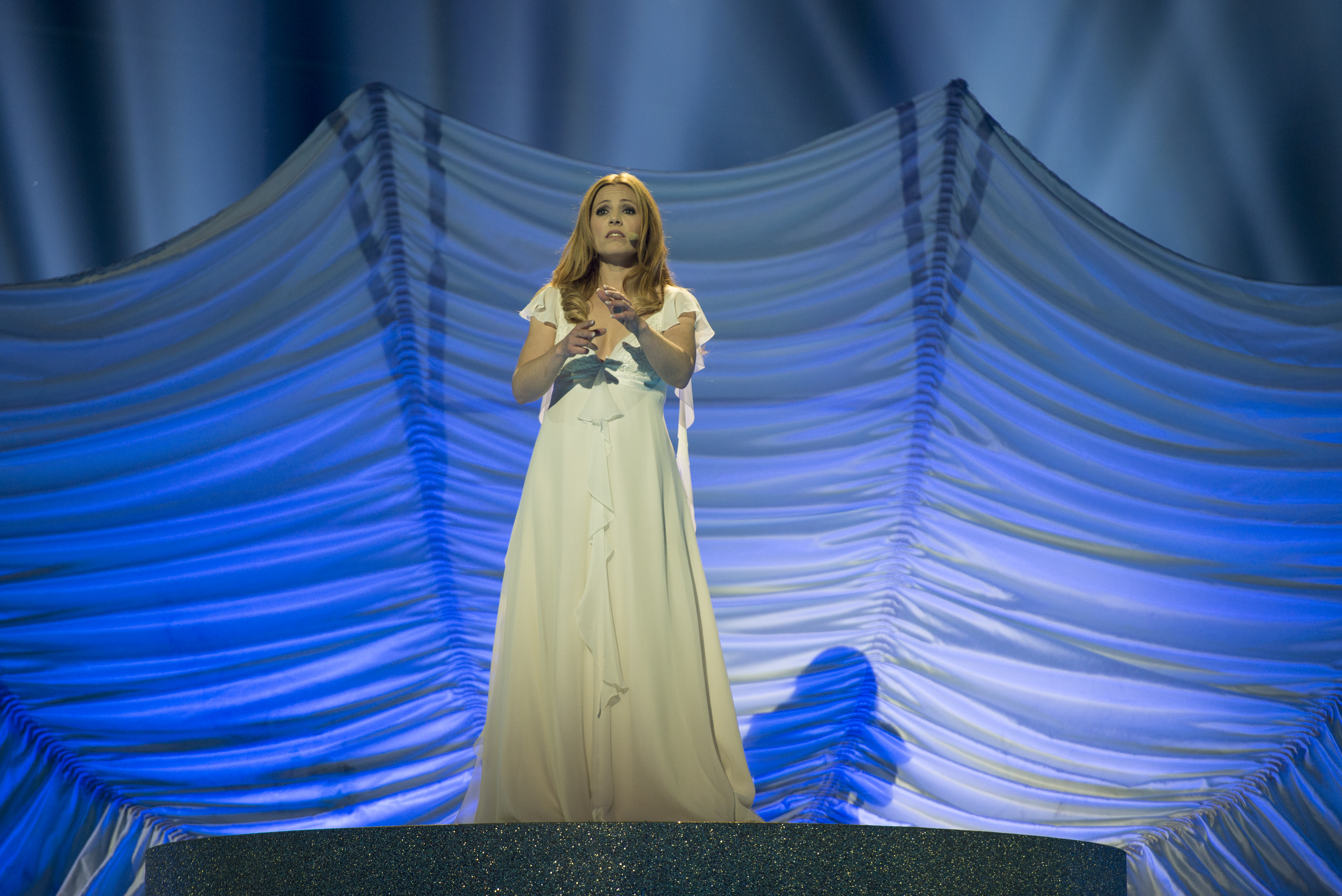
Monetta podczas prób do występu w półfinale 59. Konkursu Piosenki Eurowizji, maj 2014

Pod koniec stycznia 2013 została ogłoszona reprezentantką San Marino w 58. Konkursie Piosenki Eurowizji. 15 marca premierowo zaprezentowała swoją konkursową piosenkę, „Crisalide (Vola)”. 16 maja wystąpiła w drugim półfinale konkursu i zajęła 11. miejsce z liczbą 47 punktów, osiągając najlepszy wówczas wynik dla kraju. 7 czerwca wydała debiutancki album studyjny pt. La storia di Valentina Monetta, na którym znalazło się kilka wersji utworu „Crisalide (Vola)”. 19 czerwca została ogłoszona reprezentantką San Marino w 59. Konkursie Piosenki Eurowizji w Kopenhadze, zostając przedstawicielką kraju w konkursie trzeci rok z rzędu. W marcu 2014 zaprezentowała premierowo piosenkę konkursową, „Maybe (Forse)”. Na początku kwietnia wydała drugi album studyjny pt. Sensibilità (Sensibility). 6 maja wystąpiła jako dwunasta w kolejności w pierwszym półfinale Eurowizji 2014 i zakwalifikowała się do finału, zostając pierwszą reprezentantką kraju w historii, która tego dokonała. 10 maja wystąpiła z 25. numerem startowym w finale konkursu i zajęła 24. miejsce z 14 punktami na koncie. Niedługo po finale konkursu odrzuciła propozycję reprezentowania San Marino w jubileuszowym, 60. Konkursie Piosenki Eurowizji. Zamiast tego podała wyniki sanmaryńskiego głosowania w finale konkursu.
12 marca 2017 została ogłoszona reprezentantką San Marino w 62. Konkursie Piosenki Eurowizji w Kijowie. Z piosenką „Spirit of the Night” (autorstwa Ralpha Siegela), którą nagrała w duecie z Jimmie Wilsonem, wystąpiła 11 maja w drugim półfinale konkursu. Zajęli ostatnie, 18. miejsce.

## Dyskografia

### Albumy studyjne
| Rok  | Dane dot. albumu |
| ---- | --- |
| 2013 | La storia di Valentina Monetta - Data wydania: 7 czerwca 2013 - Wydawca: Valentina Monetta - Format: digital download             |
| 2014 | Sensibilità (Sensibility) - Data wydania: 4 kwietnia 2014 - Wydawca: Jupiter Records, Eurosong Records - Format: digital download |

### EP
| Rok  | Dane dot. albumu                                                                                  |
| ---- | ------------------------------------------------------------------------------------------------- |
| 2011 | Il mio gioco preferito - Data wydania: 19 września 2011 - Wydawca: MFV - Format: digital download |